# Sodō Yokoyama
Sodō Yokoyama Rōshi (1907 – 1980) è stato un monaco buddhista giapponese, della corrente del Buddismo zen.

## Biografia
Contemporaneo e confratello di Uchiyama Kōshō, nel 1936 divenne discepolo di Sawaki Kōdō. Visse nel monastero Antaiji, allora collocato alla periferia di Kyoto, sino al 1957, anno in cui si trasferì nella cittadina di Komoro, tra le montagne del Giappone centrale, dove per molti anni gestì una sorta di monastero all'aria aperta: trascorreva il suo tempo nel Kaikoen, il Parco della Nostalgia del Passato, che circonda un antico castello, facendo zazen in mezzo agli alberi e “suonando” una foglia da cui riusciva a ricavare delicate melodie. Per questo divenne famoso come “il monaco dal flauto di foglie”. Ancora oggi, il 29 aprile di ogni anno,  nel Parco della Nostalgia del Passato di Komoro che per 22 anni costituì il suo ritiro, si svolge un concerto di “flauti di foglie” in sua memoria. L'antica pietra, di cui si fa menzione nella breve poesia qui sotto, si trova nel luogo, circondato dai pini, in cui era solito fare zazen.
Yokoyama, per sua scelta, è poco conosciuto sia in patria (non è facile trovare notizie su di lui) che altrove, ma ha avuto una grande importanza nella definizione e trasmissione della scuola zen più libertaria nel Giappone del secolo scorso. È uno dei 5 insegnanti (gli altri 4 sono Sawaki Kōdō, Uchiyama Kōshō, Kōzan Kato e Motoko Ikebe, unica donna, laica) ritenuti meritevoli di un libro in quanto capostipiti dello zen moderno: cfr. Living And Dying In Zazen: Five Zen Masters Of Modern Japan, di Arthur Braverman.  Il fatto più interessante dello zen di Yokoyama è la sua proponibilità all'Occidente grazie all'assenza di forma precostituita "alla giapponese", condizione che più o meno tutti gli altri pagano.
sotto a questo pino la mia pura terra.

Questa mia pura terra sotto il pino: la Pura Terra.»
(Yokoyama Sodō, il monaco dal flauto di foglie)